# QMC@home
QMC@home (Quantum Monte Carlo at home, deutsch Quanten-Monte-Carlo zu Hause) war zuerst ein Projekt des verteilten Rechnens der Westfälischen Wilhelms-Universität in Münster und wird durch die Universität Ulm fortgeführt.
Ziel des Projektes ist, die Quanten-Monte-Carlo-Methode zu testen und für die Anwendung in der Quantenchemie weiterzuentwickeln, um so die Struktur und Reaktivität von Molekülen besser vorhersagen zu können.
Quantum-Monte-Carlo ist eine Methode, in der Simulation quantenmechanischer Systeme die Schrödinger-Gleichung mittels Monte-Carlo-Simulationen zu lösen.
Ende Januar 2007 wurde die Berechnung von DNA-Basenpaaren abgeschlossen. Es folgte die Untersuchung von Alkan-Folding als ein grundlegendes Quanten-Modell für Faltungsprozesse von Molekülen.
QMC@home verwendet die BOINC-Infrastruktur.